# John Carradine
John Carradine (Nova Iorque, 5 de fevereiro de 1906 — Milão, 27 de novembro de 1988), foi um ator norte-americano.

## Biografia
Nascido Richmond Reed Carradine, começou a fazer papéis secundários em 1925, aos 19 anos, no teatro, em Los Angeles. Foi para Hollywood em 1928 levado pelo diretor Cecil B. de Mille estreando em Heaven on Earth em 1930 com o nome de John Peter Carradine. A partir de 1935 ele foi trabalhar na equipe do diretor John Ford e aí sua carreira decolou apenas como John Carradine.
Ele nunca fugiu de suas origens teatrais e de 1942 a 1944 realizou uma turnê de repertório shakespeariano, atuando como ator, diretor e produtor. A partir da década de 60 passou a atuar em séries e seriados de TV.  John Carradine também atuou no episódio "O Amuleto da Galáxia" do  seriado de TV  "Perdidos no Espaço" em 1968, fazendo o papel de um alienígena de nome Arcon, amigo de Penny Robinson. 
Ao morrer deixou cinco filhos, dos quais quatro também atores: David Carradine, Keith, Robert e Bruce.
A neta de John e filha de Keith, Martha Plimpton também seguiu a carreira de atriz.